# Capitanopsis
Capitanopsis, rod uglavnom grmova iz porodice medićevki. Svih šest vrsta su madagaskarski endemi. Rod je smješten u podtribus Plectranthinae, dio tribusa Ocimeae, potporodica Nepetoideae. Tipična vrsta je Capitanopsis cloiselii S.Moore

## Vrste
1. Capitanopsis albida (Baker) Hedge
2. Capitanopsis angustifolia (Moldenke) Capuron
3. Capitanopsis brevilabra (Hedge) Mwany., A.J.Paton & Culham
4. Capitanopsis cloiselii S.Moore
5. Capitanopsis magentea (Hedge) Mwany., A.J.Paton & Culham
6. Capitanopsis oreophila (Guillaumin) Mwany., A.J.Paton & Culham

## Sinonimi
- Dauphinea Hedge; Notes Roy. Bot. Gard. Edinburgh 41(1): 119 (1983)
- Madlabium Hedge; Fl. Madag., fam. 175: 261 (1998)
- Perrierastrum Guillaumin; Bull. Mus. Natl. Hist. Nat., sér. 2, 2: 694 (1930)